# Jackie Sinclair
Pour les articles homonymes, voir Sinclair.
Jackie Sinclair (né le 21 juillet 1943 à Culross, Fife en Écosse, et mort le 2 septembre 2010) est un footballeur international écossais.

## Parcours en club

### En Écosse
Il quitte son club formateur de Blairhall Colliery en juillet 1960 pour rejoindre le Dunfermline Athletic Football Club.
Il débute en professionnel le 10 avril 1961 contre Airdrie à l'âge de 17 ans sous les couleurs du Dunfermline. Il attendra finalement le mois de novembre de la saison suivante pour sa seconde apparition en professionnel, toujours contre le Airdrie United Football Club, mais dans son stade d'East End Park cette fois-ci ; il réalise à cette occasion son premier coups du chapeau.
Il est l'un des meilleurs buteurs de la Scottish Premierleague en 1964-1965 avec 20 buts.
Il est également connu en Écosse pour ses coups du chapeau dans les trois principales divisions du football écossais.
En été 1965, il est transféré à Leicester City pour 30 000 £.
Il revient à Dunfermline en 1973 pour terminer sa carrière et s'illustre par un quatrième coups du chapeau dans son stade fétiche du East End Park, contre Heart, et en inscrivant à cette occasion le but le plus rapide de l'histoire du club, après 7 secondes de jeu.

### En Angleterre
Il est entré dans la légende des Magpies en inscrivant un but en demi-finale de la coupe des villes de foires 1969. lors du match retour à St James' Park contre les Glasgow Rangers.

## Parcours en sélection
Il honore son unique sélection en équipe d'Écosse le 18 juin 1966, contre le Portugal à Hampden Park, Glasgow (défaite 0–1). Il jouait à l'époque à Leicester City.

## Palmarès
| - Newcastle United - Coupe des villes de foires - Vainqueur : 1969 |

## Distinctions personnelles
- Leicester City : meilleur buteur du club, toutes compétitions confondues :
  - saison 1965-66 : 24 buts
  - saison 1966-67 : 22 buts
- Dunfermline : 64 buts en 165 matchs en 7 saisons (de 1960 à 1965, puis de 1973 à 1975, toutes compétitions confondues)[4].